# Kleinkastell Burlafingen
Das Kleinkastell Burlafingen ist eine römische Fortifikation der tiberisch-claudischen Donaulinie, einer frühen römischen Grenzbefestigung entlang der Donau. Die kleine Anlage, von der heute über dem Boden nichts mehr erhalten ist, befindet sich auf dem Gebiet des Neu-Ulmer Stadtteils Burlafingen im schwäbischen Landkreis Neu-Ulm, Bayern.

## Lage und Forschungsgeschichte

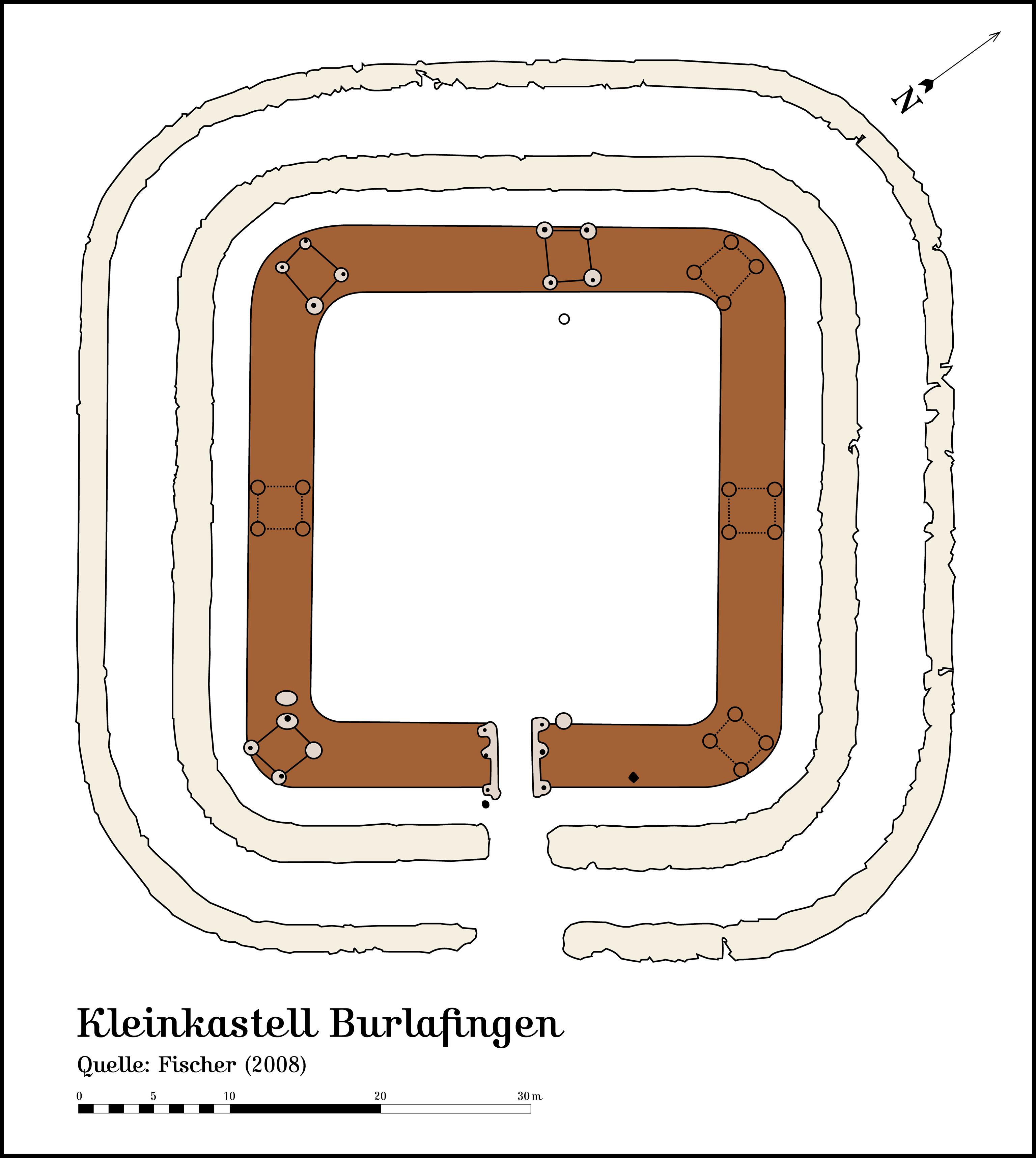
Übersicht zur Grabung am Kleinkastell

Das römische Lager von Burlafingen lag hochwassergefährdet am einst stark mäandrierenden, schwer zu überwachenden Donausüdufer und war relativ kurzzeitig für die Grenzkontrolle beziehungsweise den Aufbau eines Abschnitts des „nassen Limes“ entlang der Donau verantwortlich. In römischer Zeit waren die Auwälder an den Uferbereichen im Ulmer Raum überwiegend mit Eichen und Rotbuchen bestanden. Aus einer Kiesgrube zwischen Burlafingen und Thalfingen wurde in der Mitte des 20. Jahrhunderts ein vier bis fünf Meter langer Eichenstammrest mit Wurzelstock geborgen, der Fällkerben der Römerzeit besaß, wie eine damals durchgeführte Radiokarbondatierung ergab. Es wurde vermutet, dass die römischen Planer die problematische Nähe der Garnison zum Fluss eingegangen sind, um den Strom für ihre Zwecke als Transport- und Verkehrsweg nutzen zu können. Vielleicht stand eine archäologisch nicht nachgewiesene Schiffslände an einem Donauseitenarm in Verbindung mit der Militärstation. Die antike Donausüdstraße liegt rund vier Kilometer südlich.
Erst 1977 durch die Luftbildarchäologie bekannt geworden, wurde das Kastell von dem Archäologen Michael Mackensen in den Sommermonaten 1984 im Auftrag der Kommission zur archäologischen Erforschung des spätrömischen Raetien ergraben.

## Baugeschichte
Die Archäologen konnten die fast quadratische, reine Holz-Erde-Anlage mit einer Seitenlänge von rund 41 m × 42 m vermessen. Mackensen nahm an, dass die antiken Geometer das Kastell über die Mitte des äußeren Kastellgrabens ausgesteckt hatten. Aufgrund starker Erosionen im Gelände konnte das gesamte Maßverhältnis während der Ausgrabung jedoch nur angenähert festgestellt werden. Die Ecken des Lagers sind abgerundet. Vor der Befestigung befanden sich zwei Spitzgräben, mit deren Aushub der die Umwehrung bildende Wall aufgeschüttet wurde. Dieser war als Rasensodenmauer mit hinterer Wallversteifung ausgeführt. Die Gräben setzten vor der einzigen, einspurigen Zufahrt im Südosten aus. Den Durchgang sicherte eine einfache, einperiodige Toranlage. Während der Grabung wurden die Pfostenlöcher von weiteren Türmen in dem Erdwall ausgemacht. Vier davon standen in den Ecken, die anderen drei lagen dazwischen. Die ungefähre Wallbreite ergab sich aus der Tiefe der Zufahrt, die maximal 4,8 Meter betrug. Für die Außenböschung des Walls nahm Mackensen 67–70 Grad an. Nachdem keine Spuren einer Innenbebauung gefunden wurden, könnte die Besatzung in Zelten gelebt haben. Einer der wenigen Befunde im Kastellinneren zeugt von einer wahrscheinlichen Schmiedeesse, die Parallelen zum Kleinkastell Nersingen zeigt. Diese Kleinstbefestigung entstand zeitgleich mit Burlafingen. Beide Anlagen werden vielfach in Bezug miteinander gesetzt, auch wenn das Kleinkastell Burlafingen wesentlich kürzer bestand als die etwas östlicher gelegene Befestigung von Nersingen, denn bereits nach rund zehn Jahren wurde die Garnison wieder geräumt.

## Truppe
Mackensen geht nach den Befunden von einer aus den östlichen Provinzen stammenden Auxiliar-Vexillation aus. Ein möglicherweise in die Zeit der Entstehung von Nersingen und Burlafingen gehörendes Fundstück war der Anfang des Jahres 1959 in einer Kiesgrube bei Burlafingen aus dem Boden gekommene Legionärshelm vom Typ Hagenau, dem lediglich die Wangenklappen und der Helmbuschhalter fehlten. Diese Kiesgrube lag in unmittelbarer Nähe des Kleinkastells Burlafingen. Auf dem breiten Nackenschild wird neben zwei verschiedenen Besitzernamen – P. Aurelius und M. Munatius – auch die Legio XVI Gallica genannt. Marcus Junkelmann beschreibt die Hagenau-Helme als typisch für die erste Hälfte des 1. Jahrhunderts n. Chr. Ein direkter Bezug dieser Kopfbedeckung zur Bautätigkeit an der tiberisch-claudischen Donaulinie lässt sich jedoch nicht ohne Schwierigkeiten herstellen, unter anderem, weil die genannte Legion in diesem Zeitraum nicht in Rätien stationiert war, sondern ihr Hauptquartier bis 43 n. Chr. in Mogontiacum (Mainz) hatte, bevor sie nach Novaesium (Neuß) verlegt wurde. Da die Legion jedoch kurz vor Christi Geburt in Rätien stationiert gewesen sein könnte, wäre es möglich, dass der Burlafinger Helm bereits damals in die Donau kam.

## Wichtige Funde
Unter den wenigen meist fragmentarischen Kleinfunden befanden sich Schleudersteine und dreiflüglige Pfeilspitzen. Insgesamt wurden 23 Metallgegenstände (eine Fibel, drei militärische Objekte) und 43 Keramikscherben geborgen. Mackensen erwähnt besonders eine Reibschüssel mit schräg gestelltem Rand, wie sie ebenfalls in den zur Frühphase des Donaulimes gerechneten Kastellen Aislingen und Nersingen vorkamen. Auch vom Weltenburger Frauenberg ist ein solches Stück bekannt. Diese Befunde lassen eine Datierung in die Zeit des Kaisers Claudius (41 bis 54 n. Chr.) als sehr gut möglich erscheinen.

## Fundverbleib
Das in Nersingen geborgene Fundgut wurde der Archäologischen Staatssammlung in München übereignet.

## Denkmalschutz
Das Kleinkastell Burlafingen ist als eingetragenes Bodendenkmal im Sinne des Bayerischen Denkmalschutzgesetzes (BayDSchG) geschützt. Nachforschungen und gezieltes Sammeln von Funden sind erlaubnispflichtig, Zufallsfunde sind den Denkmalbehörden anzuzeigen.